# (463983) 2014 WE42
(463983) 2014 WE42 es un asteroide perteneciente al cinturón de asteroides, descubierto el 6 de abril de 2008 por el equipo Spacewatch desde el Observatorio Nacional de Kitt Peak (Arizona, Estados Unidos).